# Temir Sariyev
Temir Agrembáevich Saríyev (en kirguís: Темир Агрембаевич Сариев; n. Sokuluk, Chuy, 17 de junio de 1963) es un economista y político kirguiso que ejerció como Vicepresidente del Gobierno Provisional tras la revolución kirguisa, entre abril y julio de 2010, Ministro de Finanzas durante los gobiernos parlamentarios de 2011 a 2015 y, finalmente Primer ministro de Kirguistán entre 2015 y 2016.
Fue candidato presidencial en las elecciones de 2009, recibiendo tan solo el 6.74% de los votos y quedando en tercer lugar.
Tras la revolución, fue designado por el presidente Almazbek Atambáyev para la jefatura del gobierno del país el 2 de mayo de 2015, debiendo enfrentar un legislativo sumamente fragmentado y con el gobierno saliente envuelto en casos de corrupción. Tras gobernar por unos meses Saríyev fue reelegido al conseguir el Partido Socialdemócrata de Kirguistán (partido de Atambáyev que apoyaba su gobierno) una estrecha victoria en las elecciones parlamentarias de finales de año. Sin embargo, a principios de abril de 2016 estalló un escándalo al ser acusado el gobierno kirguís de haber manipulado una licitación para la construcción de una carretera de cien millones de dólares con la República Popular China. Acosado por una comisión parlamentaria que exigía la renuncia del gobierno, Saríyev dimitió el 11 de abril, aunque aseguró su inocencia en las redes sociales. Fue reemplazado por el socialdemócrata Sooronbay Jeenbékov.
El 19 de junio de 2017, su partido, Akshumar (Halcón Blanco), lo escogió como candidato para las elecciones presidenciales de octubre de ese año. Aunque las encuestas le daban una muy buena posición, llegando incluso a suponerse que pasaría a segunda vuelta contra Omurbek Babánov o Jeenbékov (candidato del Partido Socialdemócrata), Saríyev obtuvo poco más del 2% de los votos, quedando en cuarto lugar.